# Kościół św. Zuzanny w Rzymie
Kościół św. Zuzanny w Rzymie (wł. Chiesa di Santa Susanna alle Terme di Diocleziano) – rzymskokatolicki kościół tytularny w Rzymie.
Świątynia ta jest kościołem rektoralnym parafii św. Kamila de Lellis w Rzymie oraz kościołem tytularnym. Jest też kościołem stacyjnym z czwartej soboty Wielkiego Postu.

## Lokalizacja
Kościół znajduje się w II Rione Rzymu – Trevi przy Piazza San Bernardo (adres pocztowy Via XX Settembre 15).

## Patronka
Patronką świątyni jest św. Zuzanna – dziewica, która poniosła śmierć męczeńską za wiarę chrześcijańską w III wieku, prawdopodobnie spokrewniona z cesarzem Dioklecjanem.

## Historia
Pierwsze prawdopodobne miejsce kultu chrześcijańskiego w tym miejscu jest datowane na koniec III wieku, był to przypuszczalnie tzw. domus ecclesiae. Według legendy kościół powstał na miejscu męczeństwa św. Zuzanny. Zgodnie z nieudokumentowaną tradycją pierwszy kościół bazylikalny został zbudowany w tym miejscu w 330 roku, bardziej prawdopodobna wydaje się późniejsza data w tym samym wieku. Pierwsza wzmianka o Titulus Sanctae Susannae pochodzi ze synodu w 595 roku. Liber Pontificalis wspomina, że papież Sergiusz I upiększył ten kościół, a za pontyfikatu Hadriana I w latach 772–795 przeprowadzono jego remont.
Całkowita przebudowa kościoła miała miejsce za papieża Leona III (wcześniej uważano, że dokonano tylko jego renowacji, jednak badania archeologiczne dowodzą, że doszło do kompletnej przebudowy). W efekcie powstała bazylika w kształcie litery T z transeptem, apsydą, nawą główną o 12 kolumnach w arkadach oraz galerią dla kobiet nad arkadami. Koncha apsydy była ozdobiona mozaiką przedstawiającą papieża z Karolem Wielkim.
W XV wieku, za pontyfikatu Sykstusa IV, miała miejsce kolejna znaczna przebudowa, kościół został zmniejszony, rozebrano nawy boczne i zamurowano arkady. W 1587 roku papież Sykstus V przekazał kościół, wraz z sąsiadującym budynkiem, zakonowi cystersek. Kolejne przebudowy miały miejsce w latach 1593 i 1603, pracami kierował Carlo Maderno (obecny kształt świątyni jest efektem tej właśnie przebudowy).
W 1921 roku papież Benedykt XV zezwolił na zrobienie ze świątyni kościoła narodowego dla USA (co formalnie stało się w 1924 roku), opiekę duszpasterską przejęli pauliści. Konflikty pomiędzy zakonnicami, a paulistami doprowadziły do tego, że w sierpniu 2017 roku kościół św. Zuzanny przestał pełnić rolę kościoła narodowego.
Od 2013 roku kościół jest zamknięty z powodu remontu.

## Architektura i sztuka
Kościół obecnie jest jednonawowy, bez transeptu, z półkolistą apsydą i dwiema dużymi kaplicami bocznymi. Na lewo od apsydy znajduje się dzwonnica zwieńczona niską cebulastą kopułą.
Fasada, autorstwa Carlo Maderny, jest znacznie wyższa niż położona za nią nawa. Fasada jest z trawertynu, ma ona dwie kondygnacje: niższą z pięcioma pionowymi strefami i wyższą z trzema. Na dolnej kondygnacji znajduje się sześć kolumn w porządku korynckim oraz (przy narożnikach) korynckie pilastry. Po lewej stronie wejścia znajduje się figura św. Zuzanny, a po prawej św. Felicyty z Rzymu, autorstwo których przypisywane jest Stefano Maderno. Na górnej kondygnacji jest sześć pilastrów kompozytowych odpowiadających kolumnom dolnej kondygnacji.
Wnętrze kościoła jest, podobnie jak fasada, autorstwa Carlo Maderno. Nawa ma cztery doryckie pilastry wspierające posągi na cokołach autorstwa Giovanni Antonio Paracca (''Il Valsoldo'') przedstawiające proroków Izajasza, Jeremiasza, Ezechiela i Daniela. Na ścianach bocznych znajduje się sześć malowideł obrazujących historię starotestamentowej Zuzanny, autorstwa Baldassare Croce.
Płaski drewniany, rzeźbiony, kasetonowany i pozłacany strop nawy przypisywany jest także Baldassare Croce, przy czym uważa się, że autorem projektu był Maderno.
Freski w apsydzie autorstwa Cesare Nebbia przedstawiają legendarne sceny z życia św. Zuzanny Rzymskiej. Po bokach apsydy znajdują się rzeźby św. Piotra i Pawła, autorstwa Paracca.
W prezbiterium znajduje się konfesja ogrodzona balustradą w kształcie litery D.
Kaplica św. Wawrzyńca
Po lewej stronie zlokalizowana kaplica św. Wawrzyńca, nazywana również kaplicą Peretti. Została ona zaprojektowana przez Domenico Fontana i ozdobiona freskami przez Giovan Battista Pozzo, autorem ołtarza jest Nebbia. Po lewej w kaplicy znajdują się relikwie św. Genezjusza, a po prawej papieża św. Eleuteriusza (jego ciało zostało tu przeniesione w 1591 roku). Pod ołtarzem z kolei znajdują się relikwie św. Felicyty i jednego z jej synów.

## Kardynałowie prezbiterzy
Kościół św. Zuzanny jest jednym z kościołów tytularnych nadawanych kardynałom-prezbiterom (Titulus Sanctae Susannae).
- Asello (udokumentowany w 499)
- Rustico (udokumentowany w 595-600)
- Sergiusz (683-687)
- Jan (udokumentowany w 687/701)
- Jan (udokumentowany w 721-745)
- Leonin (udokumentowany w 761)
- Leon (?-795)
- Leon (?-928)
- Jan (udokumentowany w 963-964)
- Jan (udokumentowany w 1015)
- Roman (udokumentowany 1082-1091)
- Rangerius OSB (1095-1096)
- Benedykt (zm. 1098?)
- Oktawian (udokumentowany 1098-1099), kardynał obediencji wibertyńskiej
- Pietro Pisano (1117-1139 i 1143-1144)
- Jordan (1145-1154)
- Humfryd (udokumentowany w 1161-1172), kardynał w obediencji wiktoryńskiej
- Ermanno (1166)
- Pietro de Bono CanReg (1173-1187)
- Alessio Capocci (1188-1189)
- Giovanni Felice (1189-1194)
- Benedykt (1200-1213)
- Aldobrandino Orsini (1219-1221)
- Geoffroy de Bar (1281-1287)
  - Benedetto Caetani, administrator (1288-1294)
- Pietro d’Arrabloy (1316-1327), komendatariusz (1327-1331)
- Andrea Ghilini (1342-1343)
- Pierre Bertrand (1344-1353), komendatariusz (1353-1361)
- Filippo Ruffini OP (1378-1381)
- Pierre de Thury (1385-1410) (kardynał w obediencji awiniońskiej i pizańskiej)
- Francesco Carbone OCist (1385-1405)
- Antonio Panciera (1411-1431)
- Louis de La Palud OSB (1440-1449) (kardynał w obediencji antypapieża Feliksa V)
- Tommaso Parentucelli (1446-1447)
- Filippo Calandrini (1449-1451)
- Alessandro Oliva Sassoferrato OESA (1460-1463)
- Jean Balue (1468-1483)
- Lorenzo Cibo de Mari (1489-1490)
- Juan de Borja (1492-1503)
- Francesco II Soderini (1503-1508)
- Leonardo Grosso della Rovere (1508-1517)
- Raffaele Petrucci (1517-1522)
- Antonio Sanseverino OSIoHier (1528-1530)
- Juan García de Loaysa OP (1530-1546)
- Jacques d’Annebaut (1547-1557)
- Girolamo Seripando OSA (1561-1563)
- Francisco Pacheco de Toledo, diakon pro hac vice (1564-1565)
- Bernardo Navagero (1565)
- Francesco Alciati (1565-1569)
- Girolamo Rusticucci (1570-1597)
- Anne de Perusse d'Escars de Giury OSBClun (1604-1612)
- Gaspar de Borja y Velasco (1612-1616)
- Scipione Cobelluzzi (1616-1626)
- Giulio Cesare Sacchetti (1626-1652)
- Giovanni Battista Spada (1654-1659)
- Pietro Sforza Pallavicino SJ (1659-1660)
- Carlo Carafa della Spina (1665-1675)
- Bernard Gustaw z Badenii-Durlach OSB (1676-1677)
- Marcantonio Barbarigo (1686-1697)
- Daniello Marco Delfino (1700-1704)
- Lorenzo Corsini (1706-1720)
- José Pereira de Lacerda (1721-1738)
- Raniero Felice Simonetti (1747-1749)
- Luca Melchiore Tempi (1756-1757)
- Ludovico Valenti (1759-1762)
- Carlo Crivelli (1802-1818)
- Giuseppe della Porta Rodiani (1835-1841)
- Ignazio Giovanni Cadolini (1843-1850)
- Alessandro Barnabò (1856-1874)
- Bartolomeo d’Avanzo (1876-1884)
- Patrick Francis Moran (1885-1911)
- François-Virgil Dubillard (1911-1914)
- Giorgio Gusmini (1915-1921)
- Giovanni Bonzano (1924-1927)
- Alexis-Henri-Marie Lépicier OSM (1927-1936)
- Arthur Hinsley (1937-1943)
- Edward Mooney (1946-1958)
- Richard Cushing (1958-1970)
- Humberto Sousa Medeiros (1973-1983)
- Bernard Law (1985-2017)
- vacat (2017-nadal)